# Meret Forster
Meret Forster (* 1975 in München) ist eine deutsche Musikredakteurin.

## Leben
Meret Forster studierte Klavier, Musikwissenschaft, Neuere Deutsche Literatur und Komparatistik in München, Tübingen, Amsterdam und Berlin. Im Anschluss promovierte sie über Ernst Krenek und Karl Kraus. 2001 gründete sie die Akademie Musiktheater heute der Deutschen Bank Stiftung. Von 2001 bis 2004 war sie freie Mitarbeiterin der Musikabteilung des Bayerischen Rundfunks. Von 2004 bis 2008 war sie dann Musikredakteurin im Ressort Neue Musik bei MDR Figaro. Seit 2008 arbeitet sie für Bayern 4 Klassik, seit 1. Oktober 2009 BR-Klassik, in München, zunächst als Redakteurin im Ressort Musikfeature seit 2011 als Redaktionsleiterin E-Musik. Seit 2016 leitet sie den Internationalen ARD-Musikwettbewerb, zunächst gemeinsam mit Oswald Beaujean, 2023 mit Falk Häfner, seit 2024 allein. 

## Werke
- Reflexe kultureller Modernisierung. Ernst Kreneks Radikalismus der Mitte und der Einfluss von Karl Kraus 1928–1938. (= Europäische Hochschulschriften, Reihe 1, Deutsche Sprache und Literatur, Band 1886). P. Lang, Frankfurt am Main 2004, ISBN 3-631-52489-7 (zugleich Dissertation, Berlin 2002)